# 2019年东南亚霾害
2019年东南亚空气污染是一场起因印尼苏门答腊和加里曼丹的农民以大面积的烧芭（火耕）方式清理农地，烟雾随季风飘散，并影响新加坡、马来西亚、汶莱等邻近东南亚国家的环境污染灾害。

## 事件发展

### 印尼
已连续数月的印尼林火包括廖内；苏门答腊南部；占碑；加里曼丹西部、中部和南部，烟雾也随着季风飘散印尼苏门答腊和婆罗洲的上空。9月13日，印尼苏门答腊岛廖内省烟雾恶化，能见度降至300米，当地政府关闭当地北巴魯一座机场，同时部分学校宣布停课，起过30万人感染呼吸道疾病。印尼国家灾害机构宣称，止12日夜，从苏门答腊到婆罗洲的热点已超过3,600处。印尼也派出数千人员扑灭林火，政府还封锁了至少30家公司经营的种植园。
印尼中加里曼丹省的林火最为严重，其次是苏门答腊岛上（包括廖内和占碑省）。由于印尼正值旱季，因此气候条件不适合进行人造雨，也使的林火烟雾进一步恶化。15日，中加里曼丹首府帕朗卡拉亚的空气污染指数突破565点「危险水平」，烟雾造成一名女婴受影响引发并发症死亡。印尼教育部宣布，该省两个城市帕朗卡拉亚和桑皮特停课一周。印尼数百名学生到廖内省北干巴魯政府班公室外面，要求加强灭火的工作，与警方发生冲突。印尼当局从8月起，逮捕了185名涉嫌参与纵火烧芭的人，另外有4家公司被调查。16日，印尼总统佐科·維多多到达廖内省视察，参与求雨祈祷仪式，廖内省进入烟雾紧急状态。

### 马来西亚
8月30日，烟雾传入邻国马来西亚，影响马来西亚砂拉越，包括首府古晋在内的9个地区。9月10日，砂拉越当地空气污染指数突破200点以上，教育部指示暂时关闭所有学校，共有409所学校停课，涉及15万名学生。马来西亚政府促请国人避免户外活动，同时国家天灾管理机构派发50万口罩给砂拉越灾难委员会；将分配发给州内所有师生。
另外，马来西亚全国有25个站空气污染指数呈不健康水平，42个站则处于中等水平。主要影响雪隆地区、马六甲、森美兰、柔佛、彭亨和砂拉越州。空气污染指数0至50点为良好水平；51至100点为中等水平；101至200点为不健康水平；201至300点为极不健康水平,300点以上则为危险水平。
9月13日，雪隆地区空气质量指数（AQI）和PM2.5悬浮粒子浓度为157点，一度成为全球空气污染最严重的城市。由于烟雾指数上升，怡保国际机场宣布暂时禁飞，至少影响十个航班。马来西亚网民号召9月16日举办「把烟雾吹回印尼」活动。
9月17日，砂拉越斯里阿曼的空气污染指数接近400点，处于危险水平，18日下降至300点以下，依旧处于非常不健康水平。烟雾也影响海上航道安全，导致霹雳洲约有60%深海渔船暂停作业。有渔船冒险出海作业，结果在海上迷航导致燃料耗尽，之后被大马海事执法机构及消拯局拯救。
9月18日，烟雾持续恶化，马来西亚全国约有2459所学校宣布停课。雪兰莪、吉隆坡、槟城和布城宣布19日，20日停课两天。9月19日早上8时，砂拉越受影响的地区有古晋市、诗巫、诗里阿曼等城市，其中古晋以272点空气污染指数达到全马最高。砂拉越总共有890所学校和29万学生受影响。
9月20日，西马半岛稍有好转，所有地区都低于200点指数，处于不健康水平。反之，砂拉越诗里阿曼则突破400点。截止20日早上10时，诗里阿曼已经达到420点，处于危险水平。砂灾难管理委员会将在砂拉越怖人造雨，以舒缓砂拉越烟霾不散的情况。

### 新加坡
9月初，烟雾传入新加坡，当局多日提醒公众，空气指数处在不健康水平时，年长者、孕妇和孩童应减少长时间的户外活动或剧烈运动。受到烟雾影响，新加坡航空公司有四趟从梳邦（Subang）飞抵新加坡实里达机场的航班被迫取消。15日，新加坡空气污染指数达到百点左右。

### 泰国
由于泰国空气污染非常严重，2019年4月，泰国应对清莱召开的东南亚国家协会财政部长暨中央银行总裁会议备妥口罩。
泰国南部也受烟雾影响。泰南合艾市的空气污染指数达到106点不健康水平。宋卡府卫生署向公众和游客派发5000个口罩。

## 各方反应
隨着烟雾情况恶化，马来西亚和新加坡政府指责印尼政府执法不力，导致印尼烧芭行为年年无法杜绝。印尼氣象、氣候和地球物理局指出過去一周偵測东南亚有逾2500個「热点」（hotspots，即可能正在發生火災的地方），包括马来西亚、泰国、越南、巴新和东帝汶地區。数千名印尼穆斯林从11日在印尼各地举行祈雨仪式。
新加坡《8视界新闻》报导時任马来西亚首相马哈迪·莫哈末于9月25日在美国哥伦比亚大学的世界领导人论坛上称，世界无法阻止印尼林火“你可以责怪印尼，批评他们，但他们依然会继续烧森林。”马哈迪在回答提问时，也将印尼林火与巴西的2019年亚马孙雨林野火相提并论。
9月13日，印尼环境及林业部长西蒂·努尔巴亚反驳马新两国的指控，表示根据印尼9月3日至8日的卫星数据，烟雾的主要来源自马来西亚砂拉越境内，少数来自加里曼丹。也反驳新加坡指责廖内山火的说法。马来西亚环境及气候变化部长杨美盈引用东盟气象中心（ASMC）的数据，指出印尼加里曼丹热点（474个），苏门答腊 （387），而马来西亚只有7个热点。同时出示气象图，表示烟雾是受到西南季候风影响，而马来西亚南部是印尼，引发两国部长互相指责。

## 影响
印尼是受到烟雾污染冲击最严重的国家，印尼抗灾署统计，2019年1月至8月，印尼共有32万8724公顷土地被烧毀，当中大部分落在热带雨林分布，同时受灾最严重主要是苏门答腊岛西部的廖内、占碑、南苏门答腊，以及婆罗洲的西加里曼丹、中加里曼丹、南加里曼丹6省份，其中廖内省9月19日宣布紧急状态。林火引发的烟雾导致2人死亡，数十万人受呼吸道疾病折磨。印尼6个省份部分学校暂时停课，影响超过30万学生。9月24日，廖内省北干巴鲁空气污染指数突破700点，比2015年东南亚霾害时印尼曾高达600点更严重，占碑省的慕阿拉占碑，当地出现瑞利散射形成红色天空现象。
同时，旅游业被林火引发的烟雾让马来西亚和新加坡游客取消旅游计划，印尼暂时关闭多个受烟雾影响的旅游景点和机场，让印尼遭受经济损失。环保团体和舆论对于印尼总统佐科威极为不满。在2015年霾害时，佐科威许诺「至少要3年处理」，但到了2019年，印尼林火和烟雾问题依然存在，使得佐科威备受各界批评。佐科威8月时脱口承认，印尼林火造成的烟雾，已影响其他国家，让他出访东南亚国家时「都很尴尬」。
马来西亚受烟雾影响仅次于印尼，马来西亚航空公司多日来取消多个国内和新加坡的航班。各州学校也不定时停课，令学生家长措手不及和不满。烟雾所造成的经济损失，当中旅游业和渔业首当其冲。渔民担心在海上能见度太低会发生渔船碰撞意外，大多取消出海作业，错失当季措捞黄金时期。「2019年赛城半程马拉松」取消原定21日的活动，同时国内多项户外运动被逼展延和取消。
烟雾影响汶莱的旅游业，导致该国流失3.8%的游客，所带来的经济损失近100万。